# Rebecca Alleway
Rebecca Alleway é uma diretora de arte britânica. Como reconhecimento, foi nomeada ao Oscar 2009 na categoria de Melhor Direção de Arte por The Duchess.